# Lasker~Bloomberg Public Service Award
Der Lasker~Bloomberg Public Service Award, bis 2009 Mary Woodard Lasker Public Service Award, bis 2000 Albert Lasker Public Service Award, ehrt Personen oder Organisationen, die maßgeblichen Anteil an der Gesetzgebung, Finanzierung und positiven öffentlichen Darstellung von medizinischer Forschung und gemeinnützigen Gesundheitsprogrammen haben. Er wird seit 1946 unregelmäßig, seit 2000 alle zwei Jahre von der Lasker Foundation verliehen und ist mit 300.000 US-Dollar dotiert (Stand 2009). Ursprünglich war der Award nach Albert Lasker benannt, dem Gründer und langjährigen Vorsitzenden der Stiftung. Die Umbenennung 2000 erfolgte zu Ehren seiner Ehefrau Mary Woodard Lasker, die Umbenennung 2011 zu Ehren von Michael R. Bloomberg und seinem Kampf gegen die Verharmlosung des Tabakrauchens aus wirtschaftlichen Gründen.

## Preisträger
- 1946 Alfred Newton Richards, Fred Lowe Soper
- 1947 Alice Hamilton
- 1948 R. Eugene Dyer, Martha M. Eliot
- 1949 Marion W. Sheahan
- 1950 Eugene Lindsay Bishop
- 1951 Florence Rena Sabin
- 1952 G. Brock Chisholm, Howard A. Rusk
- 1953 Felix J. Underwood, Earle B. Phelps
- 1954 Leona Baumgartner
- 1955 Robert D. Defries, The Menninger Foundation, Nursing Services of the U.S, United States Public Health Service, Pearl McIver, Margaret G. Arnstein
- 1956 William P. Shepard
- 1957 Frank G. Boudreau, C.J. Van Slyke, Reginald M. Atwater
- 1958 Basil O’Connor
- 1959 Maurice Pate
- 1960 John B. Grant, Abel Wolman
- 1963 Melvin R. Laird, Oren Harris
- 1965 Lyndon Baines Johnson
- 1966 Eunice Kennedy Shriver
- 1967 Claude Pepper
- 1968 Joseph Lister Hill
- 1973 Warren Magnuson
- 1975 Jules C. Stein
- 1976 Weltgesundheitsorganisation
- 1978 Elliot L. Richardson, Theodore Cooper
- 1979 John Foster Wilson
- 1983 Maurice R. Hilleman, Saul Krugman
- 1984 Henry Heimlich
- 1985 Lane W. Adams, Eppie Lederer
- 1986 Ma Haide (George Hatem)
- 1988 Lowell P. Weicker, Jr.
- 1989 Lewis Thomas
- 1991 Robin Chandler Duke, Thomas P. O’Neill, Jr.
- 1993 Paul Grant Rogers, Nancy Wexler
- 1995 Mark O. Hatfield
- 2000 Betty Ford, Harold P. Freeman, David J. Mahoney, Wissenschaftsteil (The Science Times) der The New York Times, John Edward Porter
- 2001 William Foege
- 2003 Christopher Reeve
- 2005 Nancy Brinker
- 2007 Anthony Fauci
- 2009 Michael Bloomberg
- 2011 The Clinical Center of the National Institutes of Health
- 2013 Bill Gates, Melinda Gates
- 2015 Médecins Sans Frontières
- 2017 Planned Parenthood
- 2019 Gavi, die Impfallianz
- 2022 Lauren Gardner
- 2024 Quarraisha Abdool Karim, Salim S. Abdool Karim